# Johnnie Carr
Johnnie Rebecca Daniels Carr (* 26. Januar 1911 in Alabama; † 22. Februar 2008 in Montgomery (Alabama)) war eine US-amerikanische Bürgerrechtlerin.
Carr schloss sich der schwarzen Bürgerrechtlerin Rosa Parks an, die am 1. Dezember 1955 verhaftet wurde, weil sie sich weigerte, im Bus einem Weißen Platz zu machen. Dies führte zum Busboykott von Montgomery.
Im Jahr 1967 wurde sie als Nachfolgerin von Martin Luther King Präsidentin der Montgomery Improvement Association und hatte dieses Amt bis zu ihrem Tode inne.
Im Jahr 2001 wurde sie in Hyde Park, New York mit dem Four Freedoms Award in der Kategorie Religionsfreiheit geehrt.